# Vedette (álbum)
Vedette es un compilado de lados B del disco Babasónica, hecho por el grupo argentino Babasónicos.

## Lista de canciones
| N.º | Título                      | Duración |  |
| 1.  | «Dopamina»                  | 3:23     |  |
| 2.  | «Muchacha magnética»        | 4:27     |  |
| 3.  | «Su auto dejó de funcionar» | 3:15     |  |
| 4.  | «La hiedra crece»           | 4:06     |  |
| 5.  | «Italia 2000»               | 2:54     |  |
| 6.  | «Vórtice»                   | 3:46     |  |
| 7.  | «YSL»                       | 3:03     |  |
| 8.  | «Bandido»                   | 3:06     |  |
| 9.  | «Chupa gas»                 | 3:40     |  |
| 10. | «Careta de Acassuso»        | 4:37     |  |
| 11. | «La salamandra»             | 2:30     |  |
| 12. | «Arenas movedizas»          | 3:54     |  |

## Personal
- Producción: Babasónicos.
- Grabación: Gustavo Iglesias.